# Analogia entis
|  | Spekulativ artikel Bemærk at denne artikel er præget af spekulationer og bør omskrives, så fakta er understøttet af verificerbare kilder. |

Analogia entis, latin: det værendes analogi, er et begreb der først og fremmest forekommer inden for skolastikken for at forklare hvordan udsagn om Gud er mulige. Hvis Gud afviger helt fra enhver menneskelig forestilling om ham, hvordan kan vi da påstå noget om ham andet end blotte negationer   – som teologi kaldes dette negativ eller apofatisk teologi.
Læren om analogia entis tager sit udgangspunkt i skabelsen. Hvis verden er skabt af Gud, må den også opvise spor som erindrer om Gud, analogier, og derved kan den hjælpe os med at forstå hvad Gud er.
Fra den jordiske kærlighed som er skabt af Gud, kan vi drage analogi til hvad en himmelsk kærlighed må være. Gud er således ikke helt forskellig fra det skabte, men rækker ud over det skabte på en umålelig og uforståelig måde.
Den berømte schweiziske teolog Karl Barth udtalte om analogia entis, at den var "die Empfindung des Antichrist" (tysk for "selve antikrists påfund"). Analogia entis er altså derfor i protestantisk, og særligt i nyere såkaldt dialektisk teologi, blevet selve billedet på uhyrlighederne ved den såkaldte "naturlige" teologi.